# Periscyphops ogonensis
Periscyphops ogonensis là một loài chân đều trong họ Eubelidae. Loài này được Ferrara & Schmalfuss miêu tả khoa học năm 1985.